# Leskovec, Ivančna Gorica
Leskovec je naselje v Občini Ivančna Gorica.